# Axel Heiberg
Axel Heiberg (16 mars 1848 – 4 septembre 1932) était un diplomate, financier et entrepreneur norvégien.
Après des études à l'étranger, Heiberg occupe le poste de consul de Norvège en Chine. Il revient ensuite en Norvège où il finance la création de la brasserie Ringnes en 1876, aux côtés des frères Amund Ringnes (brasseur) et Ellef Ringnes (administrateur et commercial).
Avec l'armateur Thomas Fearnley, la brasserie sponsorise les expéditions polaires de Fridtjof Nansen et Otto Sverdrup, et finance la construction du navire Fram. Axel Heiberg donne ainsi son nom à l'île Axel Heiberg au Canada, au glacier Axel Heiberg en Antarctique et aux îles Heiberg en Sibérie.